# Amtsgericht Birnbaum
Das Amtsgericht Birnbaum war ein preußisches Amtsgericht mit Sitz in Birnbaum (Provinz Posen).

## Geschichte
In Birnbaum bestand bis 1879 das Kreisgericht Birnbaum. Das königlich preußische Amtsgericht Birnbaum wurde mit Wirkung zum 1. Oktober 1879 als eines von acht Amtsgerichten im Bezirk des Landgerichtes Meseritz im Bezirk des Oberlandesgerichtes Posen gebildet. Der Sitz des Gerichtes war Birnbaum. Sein Gerichtsbezirk umfasste den Kreis Birnbaum außer den Teil, der dem Amtsgericht Schwerin an der Warthe zugeordnet war. Am Gericht bestanden 1880 drei Richterstellen. Das Amtsgericht war damit ein mittelgroßes Amtsgericht im Landgerichtsbezirk. Gerichtstage wurden in Zirke gehalten. Der Amtsgerichtsbezirk kam aufgrund des Versailler Vertrages 1919 überwiegend zu Polen, und das Amtsgericht stellte seine Arbeit ein. Der Rest des Sprengels des Amtsgerichtes Birnbaum, der beim Deutschen Reich geblieben war, wurde dem Amtsgericht Schwerin an der Warthe zugeordnet. Diese Änderungen traten zum 1. Januar 1920 in Kraft. Im Jahre 1939 wurde Polen deutsch besetzt. Im Rahmen der Neuorganisation der Gerichte in Ostdeutschland und im ehemaligen Polen wurden das Amtsgericht Birnbaum neu gebildet, nun aber dem Landgericht Posen zugeordnet.
Im Jahre 1945 wurde der Amtsgerichtsbezirk unter polnische Verwaltung gestellt, und die deutschen Einwohner wurden vertrieben. Damit endete auch die Geschichte des Amtsgerichtes Birnbaum.